# NGC 159
NGC 159 est une vaste galaxie lenticulaire située dans la constellation du Phénix. NGC 159 a été découverte par l'astronome britannique John Herschel en 1834.

## Caractéristiques
Sa vitesse par rapport au fond diffus cosmologique est de 8 231 ± 17 km/s, ce qui correspond à une distance de Hubble de 121,4 ± 8,5 Mpc (∼396 millions d'al).
À ce jour, une mesure non basée sur le décalage vers le rouge (redshift) donne une distance d'environ 124,000 Mpc (∼404 millions d'al). Cette valeur est à l'intérieur des valeurs de la distance de Hubble.